# Лазар Панча
Лазар Панча (на сръбски: Лазар Панча или Lazar Panča) е българин от Македония, земляк и сподвижник на Петър Ичко. Ктитор на храма „Свети апостоли и евангелист Марко“ в Белград.

## Биография
Лазар Панча е роден в южномакедонското село Катраница. Пристига в Белград по време на Първото сръбско въстание и се установява в града като търговец. Бързо се замогва с търговия, ставайки един от най-богатите белградчани. Той е един от видните спомоществователи и на Караджордже Петрович и на Милош Обренович. Приносител на завещанието на Лазар Панча, по последната му воля, е първият сръбски княз Милош Обренович. След смъртта на Панча се удостоверява, че той завещава терен от 44 000 m2 площ за строеж на православен храм на хълма Ташмайдан за спасение на душата му и за спомен от него. В изпълнение на волята му, и след като княз Милош създава нарочна сметка – са събрани необходимите средства за целта, и е издигната старата църква на Ташмайдан на мястото на градската каменоломна. Църквата е издигната в местността Чупина хумка, където според преданието на 10/27 май 1594 година са изгорени мощите на Сава Сръбски от Синан паша, и където е прочетен на белградчани Хатишерифа от 1830 година за предоставянето на автономия на Смедеревския санджак след Одринския мирен договор.